# Theodulf Mertel

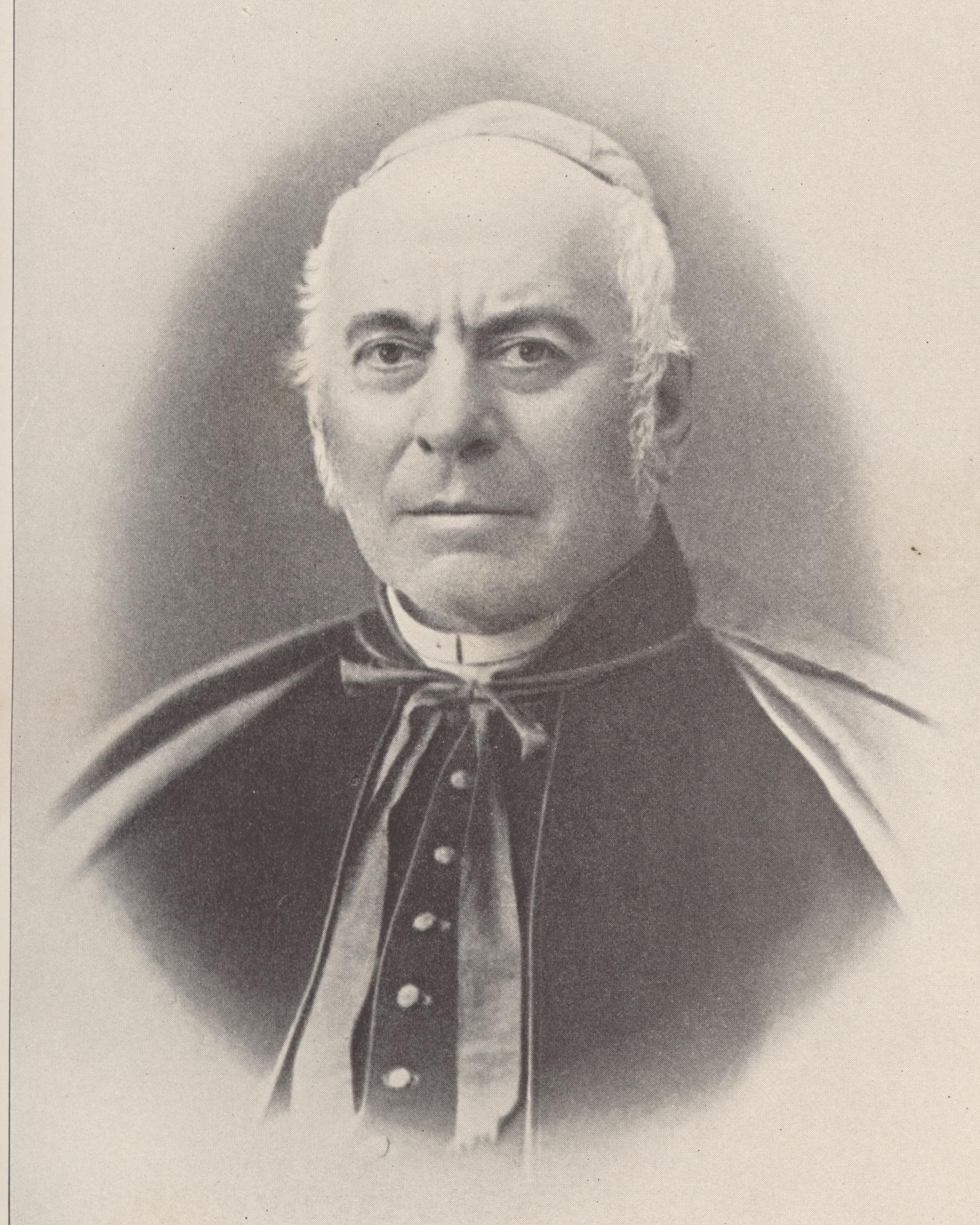
Theodulf Mertel als Kardinal (ca. 1890)

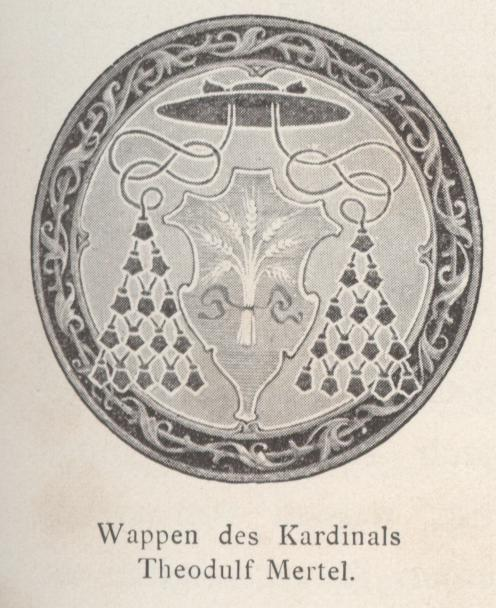
Mertels Kardinalswappen

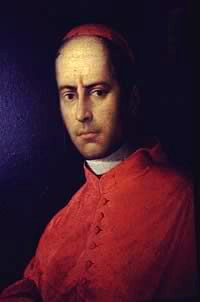
Theodulf Mertel (zeitgenössisches Gemälde, um 1860)

Theodulf Mertel, auch T(h)eodolfo Mertel (* 9. Februar 1806 in Allumiere, Italien; † 11. Juli 1899 ebenda), war von 1858 bis zu seinem Tod Kardinal der römisch-katholischen Kirche. Der Sohn eines bayerischen Einwanderers fungierte während seiner Tätigkeit für den Heiligen Stuhl als Jurist, Justiz- und Innenminister sowie Ministerpräsident des Kirchenstaates und krönte Papst Leo XIII. Er war der bisher letzte Kardinal der Kirchengeschichte, der als Laie zum Kardinal erhoben wurde.

## Leben

### Herkunft und Werdegang
Die Eltern Theodulf Mertels, Isidor Mörtl bzw. Mertel, Bäcker aus dem bayerischen Eglfing, und Maria Franziska geb. Lunadei aus Vorarlberg, waren nach Italien emigriert und lebten seit 1803 in Allumiere, einer päpstlichen Bergwerkssiedlung im nördlichen Latium (70 km nordwestlich von Rom), wo Alaunstein abgebaut wurde. Hier arbeitete der Vater als Staatsangestellter zur Versorgung der Minenarbeiter in seinem Bäckerberuf.
Theodulf wurde dort 1806 als erstes Kind seiner Eltern geboren. Er besuchte die Schule der Kapuziner in Tolfa, danach das Seminar von Montefiascone. Schließlich studierte er Jura an der Sapienza-Universität in Rom, graduierte 1828 und erwarb den Doktortitel des kirchlichen und zivilen Rechts. Danach war er in seinem Heimatort Allumiere als Advokat tätig.

### Mitarbeiter der römischen Kurie

#### Dienst unter Gregor XVI.
Papst Gregor XVI. berief ihn 1831 in den Dienst der römischen Kurie, wo er verschiedene juristische Ämter bekleidete. So stand Mertel unter anderem einer kirchlichen Kongregation vor, die sich um die rechtlichen Angelegenheiten Bedürftiger kümmerte und diese nötigenfalls kostenlos verteidigte.
1843 avancierte er zum Präsidenten des päpstlichen Zivilgerichtshofes und erhielt den Titel eines Prälaten, obwohl er nicht zum Klerus gehörte.

#### Dienst unter Pius IX.
1847 ernannte ihn Papst Pius IX. zum Auditor des Gerichtshofes der Sacra Rota.
Die Revolutionszeit von 1848 brachte große politische und staatsrechtliche Umwälzungen für Kirche und Papst. Pius IX. lernte den fähigen Juristen Mertel hierbei schnell schätzen. Er wurde als Sekretär der eingesetzten Kardinalskommission mit der Ausarbeitung der neuen Statuten (Grundgesetz) für den Kirchenstaat beauftragt und fertigte über Nacht einen 69 Artikel umfassenden Entwurf. Der Papst akzeptierte seinen Text ohne jede Änderung. Mertel galt nun als juristische Autorität im Vatikan.
Pius IX. berief ihn 1853 in die engste Leitung des Kirchenstaats. Er wurde als Nachfolger von Domenico Savelli zum Innenminister ernannt, wobei dieses Ressort mit dem des Justizministers vereinigt wurde.
Im Konsistorium vom 15. März 1858 erhielt Mertel – gegen seinen ausdrücklichen Willen – von Pius IX. den Kardinalshut und kurz darauf die Ernennung zum Kardinaldiakon der Titeldiakonie Sant’Eustachio. Nach der Erhebung lehnte er die Priesterweihe aufgrund seiner Bescheidenheit ab, bat aber um die Weihe zum Subdiakon, um wenigstens formell dem Klerikerstand anzugehören. Am 16. Mai 1858 spendete ihm schließlich der Papst selbst die Diakonenweihe.
1863 ernannte ihn der Papst zum Präsidenten des obersten Rates des Kirchenstaates (Ministerpräsident).
In der Funktion eines päpstlichen Senators partizipierte der Kardinal Mertel am Ersten Vatikanischen Konzil. Er riet in den Debatten um das Unfehlbarkeitsdogma zur juristisch äußerst präzisen Formulierung des Kasus und führte dazu aus: „Es geht nicht an, dass alles, was Päpste getan und gesagt haben, als Dogma gilt.“ Die Unfehlbarkeitsentscheidung bejahte er, mahnte jedoch zur Besonnenheit: „Man muss aufpassen, dass nicht Eiferer ohne Unterscheidungen und Verfechter exzessiver Auffassungen größere Probleme bereiten als die Gegner.“
Durch die politischen Ereignisse und die Besetzung des Kirchenstaates endete das Konzil am 20. Oktober 1870 vorzeitig. Auch nun griff man wieder auf Mertel zurück. Er formulierte das Schreiben, mit dem der Papst gegen die völkerrechtswidrige Auflösung des Kirchenstaats protestierte. Mertel wird außerdem zugeschrieben, dass er zusammen mit Gleichgesinnten den schwankenden Papst Pius IX. überzeugte, er dürfe Rom nicht verlassen. Der Pontifex habe ihn später als „besten Mann des 19. Jahrhunderts“ bezeichnet und setzte ihn zu seinem Testamentsvollstrecker ein. In dieser Eigenschaft leitete Mertel auch am 13. Juli 1881 die nächtliche Überführung des Leichnams Pius’ IX. vom Vatikan in die Basilika San Lorenzo fuori le mura. Hierbei kam es zu Tumulten, und eine aufgebrachte Menge versuchte, den Sarg in den Tiber zu stürzen.
Pius IX. setzte am 30. August 1877 Theodulf Mertel zusammen mit Raffaele Monaco La Valletta und Giovanni Simeoni zu Erben seines gesamten Vermögens ein, falls seine ursprüngliche Verfügung „aus irgendeinem Grunde oder Titel […] keine Geltung haben“ sollte, wonach „die großen Summen, das Geld, die Wertgegenstände, die Forderungen usw. […] ins Eigentum des Heiligen Stuhles und in die freie Verfügung des jeweiligen Papstes übergehen“ sollten.

#### Dienst unter Leo XIII.
1878 nahm Theodulf Mertel am Konklave teil, das Giacinto Pecci als Leo XIII. zum Papst wählte. Der Sohn eines bayerischen Bäckers krönte in Vertretung des erkrankten Kardinalprotodiakons Prospero Caterini schließlich in der Sixtinischen Kapelle das neue Kirchenoberhaupt mit der Tiara.
Auch unter Leo XIII. blieb Mertel der maßgebliche Jurist an der Kurie, betraut mit einer Vielzahl wissenschaftlicher und diplomatischer Aufgaben. Mit Giovanni Battista de Rossi verband ihn das lebhafte Interesse für die neuen Entdeckungen in den Katakomben und er war bis ins hohe Alter zusammen mit ihm in der Archäologischen Gesellschaft des Vatikans tätig.
1881 wurde er Kardinaldiakon von Santa Maria in Via Lata, 1884 erhielt er schließlich die Titelkirche San Lorenzo in Damaso. 1884 ernannte ihn der Pontifex zum Vizekanzler der heiligen römischen Kirche, nachdem er zuvor das Amt des Sekretärs der Breven versehen hatte.

### Ruhestand, private Interessen und Tod
1889, mit 83 Jahren, zog sich Mertel allmählich in den Ruhestand zurück.
Mertel war als Kardinal sehr wohltätig und setzte sich für die Errichtung von Taubstummen- und Behindertenanstalten ein. In seiner Geburtsstadt Allumiere, wo er sich nun immer öfter aufhielt, spendete er reichlich für die Bedürftigen, finanzierte das Studium für arme Priesteramtskandidaten und holte eine Schwesternkongregation in den Ort.
Er war ein passionierter Lokalhistoriker und erforschte nachhaltig die Historie seiner Geburtsgegend. Ebenso war er geologisch interessiert und besaß eine reichhaltige Mineraliensammlung. Darüber hinaus hielt er stets Kontakt mit der bayerischen Heimat seines Vaters. Dem Ortspfarrer Sauter von Eglfing schrieb er lateinische Briefe und erkundigte sich auch nach seiner Verwandtschaft. Laut Martin Eckart aus Huglfing, der im Jahre 2000 eine Abhandlung über den Kardinal Mertel verfasste, habe der Prälat damals in der bayerischen Heimat unter anderem Nachkommen seiner Tante Margarethe unterstützt und sei darüber verstimmt gewesen, dass Pfarrer Sauter seine lateinischen Briefe auf Deutsch beantwortete. Mertel war auch mit dem Gregor Mendel befreundet.
Fast gehunfähig und nahezu erblindet starb Theodulf Mertel am 11. Juli 1899; mit 93 Jahren ältestes Mitglied des Kardinalskollegiums. Sogar die New York Times berichtete in einem Nachruf über den Tod des „Kardinals, der nie zum Priester geweiht wurde“. Seine letzte Ruhestätte fand er in einem für ihn errichteten Grabmal neben der Wallfahrtskapelle „Mutter der Gnaden“ in Allumiere.

## Erinnerung
Die Gemeinden Eglfing und Allumiere gingen wegen ihres gemeinsamen Kardinals Theodulf Mertel im Jahre 2000 eine Städtepartnerschaft ein. In Rom ist die „Via Teodolfo Mertel“ und in Allumiere die „Piazza Teodolfo Mertel“ nach dem deutschstämmigen Prälaten benannt. In Eglfing führt der Kardinal-Mertel-Weg zur 2007 eingeweihten Partnerschaftskapelle.